# 에필로그 (용어)

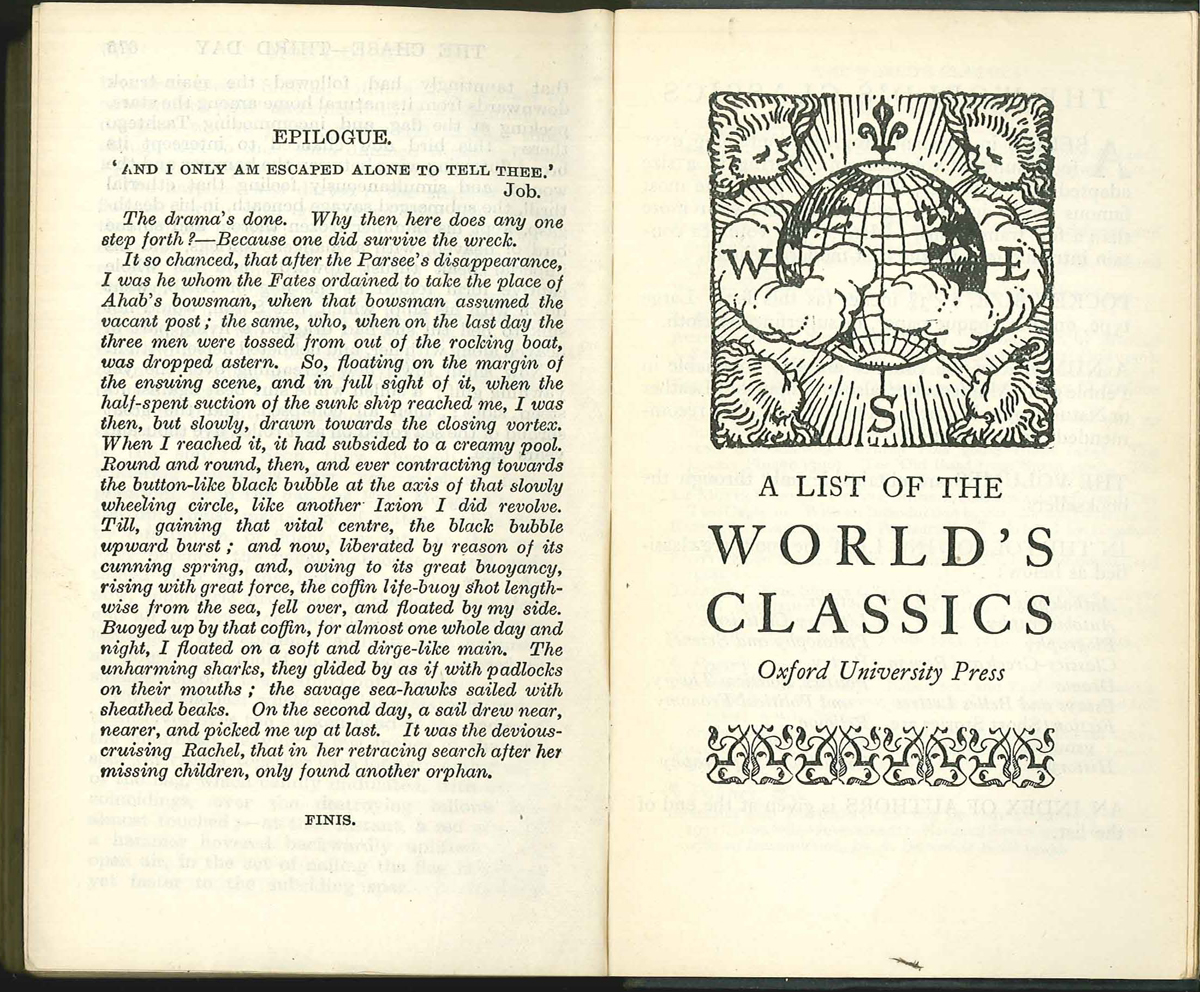
에필로그 (용어)

에필로그(epilogue, 그리스어 ἐπίλογος epílogos, ἐπί epi의 "결론", "추가" 및 λόγος 로고, "단어"), 또는 후기, 끝말은 문학 작품의 끝에 있는 글로, 일반적으로 일하다. 그것은 이야기 내의 관점에서 제시된다. 저자가 개입하여 독자에게 직접 말할 때, 그것은 후문으로 더 적절하게 간주된다. 그 반대는 문학 작품이나 드라마 작품의 시작 부분에 쓰는 프롤로그로, 일반적으로 이야기를 시작하고 흥미를 끌기 위해 사용된다. 예를 들어 텔레비전 프로그램 및 비디오 게임과 같은 일부 장르에서는 에필로그를 "소개"에 "소개"를 사용하는 패턴이 있는 "아웃트로"라고 부른다.
에필로그는 일반적으로 메인 스토리가 완료된 후 미래에 설정된다. 일부 장르에서는 일련의 작업에서 다음 편을 암시하는 데 사용할 수 있다. 또한 독자의 호기심을 충족시키고 이야기의 느슨한 끝을 덮기 위해 사용된다.